# Bing (slægter)
 For alternative betydninger, se Bing. (Se også artikler, som begynder med Bing)
Bing er navnet på flere danske og norske slægter.

## Adelsslægten Bing
I Skåne forekommer i det 14. århundrede en adelsslægt Bing, der kendes i to linjer, Smedstrup- og Gladsakse-linjen, hvis fælles samhørighed dog ikke er påvist. Den første af disse begynder med Bent Bing til Smedstrup (-1315-), hvis sønnesøns søn Anders Bing (nævnes 1452 og 1481) var bedstefader til Kjeld Bing (død 1569) til Smedstrup. Dennes søn, rigsråd Anders Bing (1525-1589) døde som linjens sidste mand. 
Gladsakseliniens ældste mand, Børge Thorkildsen Bing til Gladsakse, nævnes første gang 1314, sidste gang 1344, han var bedstefader til Thorkild Nielsen Bing (død 1384), der 1371 var høvedsmand på Åhus og bekræftede kong Valdemars stadfæstelsesbrev til Hansestæderne.
Foruden denne slægt nævnes i Skåne i hvert fald to andre samtidige slægter, hvis våben er indbyrdes afvigende og forskelligt fra den nævntes.

## Den jødiske slægt Bing
Den jødisk/mosaiske slægt Bing kom til Danmark fra Amsterdam med Herman (Heiman) Jacob Bing (1776-1844). Dennes søn, Meyer Herman Bing (1807-1883) overtog 1838 sammen med sin yngre broder, grosserer Jacob Herman Bing (1811-1896) handelshuset H.J. Bing & Søn, og 1853 grundlagde brødrene sammen med Frederik Vilhelm Grøndahl firmaet Bing & Grøndahl. Meyer Herman Bing var fader til etatsråd Jacob Martin Bing (1833-1903), assurancemanden Frederik Moritz Bing (1839-1912), politikeren Herman Meyer Bing (1845-1896), fabrikant Ludvig Carl Bing (1847-1885) samt til vekselerer Laurids Martin Bing (1850-1903).
Jacob Herman Bing (1811-1896) var fader til fabrikejer Harald Jacob Bing (1848-1924) og landøkonomen Anton Jacob Bing (1849-1926).
Etatsråd Jacob Martin Bings (1833-1903) sønner var overretssagfører Otto Michael Bing (1874-1951) og dr.med. Herman Jacob Bing (1871-1966).
Fabrikanten Ludvig Carl Bing (1847-1885) var fader til journalisten Bertel Bing (1874-1947).
Harald Jacob Bing (1848-1924) var fader til overretssagfører Ludvig Bing (1892-1963).
Laurids Martin Bing (1850-1903) var fader til civilingeniør Kai Bing (1880-1960). 
Dr.med. Herman Jacob Bing (1871-1966) var fader til kvinderetsforkæmperen Agnete Ebba Bing, gift Olsen (1905-1990), og dr.med. Jens Herman Bing (1906-1980). Agnete Olsen var gift med professor, dr.phil Albert Georg Olsen (1890-1949) og moder til Erling Heymann Olsen (1927-2011), Olaf Heymann Olsen (1928 – 2015) og Sverre Heimann Olsen (født 1930).
Jens Herman Bing (1906-1980) var fader til Elin Ebba Bing (1939-2012), Henrik Jens Bing (født 1935) og Erik Henriques Bing (født 1940).

## Den norske slægt Bing
En norsk borgerslægt Bing nedstammer fra byfoged, rådmand i Trondhjem Jens Bing (1613-1693), der havde sønnerne etatsråd, dr.med. Jens Bing (1681-1751), sognepræst til Onsøy Anders Bing (død 1737) — hvis sønnesøn, sorenskriver L.H. Bing 1797 udgav en beskrivelse af Norge, Island, Grønland og Færøerne — og provst på Lofoten Villads Bing (1669-1739), hvis sønner var lægen Jens Vilhelm Bing (1707-1754) og den for sin lærdom bekendte provst Just Bing (1718-1765) på Samsø.
Blandt de senere efterkommere af slægten kan nævnes:
- Jon Bing (født 1944) – norsk science fiction-forfatter og jurist
- Just Bing (litteraturhistoriker) (1866—1954) – norsk litteraturhistoriker
- Kristian Magdalon Bing (1862-1935) – norsk jurist og bjergbestiger
- Lars Hess Bing (1761-1819) – norsk topograf
- Nicolai Christian Bing (1835-1899) – norsk ingeniør